# المسطاح
المسطاح؛ هو موضع لتجفيف التمور وغيره من الثمار، يرتبط عادة بموسم القيظ (الصيف) عند المزارعين.

## مواصفاته
من أهم مواصفات المسطاح أن يكون:
- في مكان فسيح ومعرضًا بصورة كاملة للشمس.
- محاطًا بجذوع النخيل أو أشواك بعض النباتات مثل السمر لحمياته من الحيوانات السائبة.
- يفرش بالحصباء آو السميم آو الدعون.[1]

## أقسامه
يقسم المسطاح إلى قسمين:
- قسم يكون علفًا للحيوانات؛ وهي التمور التي لقطت من الأرض (الرقاط).
- قسم يكون للاستهلاك أو الأكل: وهي التمور الجيدة التي أخذت من العذوق مباشرة سواء بنفضها أو قطعها (الجداد).[1]

## وصلات خارجية
- الرقاط
- المسطاح مائدة شجرة النخلة
- التمور وتجفيفها.. مهنة عريقة تتوارثها الأجيال